# Johannes Rudolph
Johannes Rudolph (* 27. Oktober 1870 in Dresden; † 6. Juni 1910 in Leipzig) war ein deutscher Politiker (Nationalliberale Partei) und Jurist. Er war Amtsrichter in Leipzig und Mitglied des sächsischen Landtages.

## Leben und Wirken
Er war der Sohn eines Rechtsanwalts und Oberjustizrates Anton Rudolph und dessen Ehefrau Martha Karoline Rudolph geborene Poser aus Dresden. Nach dem Schulbesuch studierte er Rechtswissenschaften und promovierte zum Dr. jur. Danach wurde er Amtsrichter in der Messestadt Leipzig.
Von 1909 bis zu seinem Tod an einem Herzleiden 1910 war er für den 5. Leipziger Wahlbezirk als Mitglied der Nationalliberalen Partei (NLP) in der Zweiten Kammer des sächsischen Landtags vertreten.
Seit 1902 war er mit der Institutslehrertochter Marie geborene Lohmann verheiratet.